# Engin blindé de reconnaissance
Pour les articles homonymes, voir EBR.
L'engin blindé de reconnaissance (EBR) est un véhicule blindé français produit par Panhard. Il est en service dans l'armée française de 1951 à 1984 pour la reconnaissance blindée.

## Historique
Le Panhard 201 à huit roues est conçu en 1939 par Louis Delagarde pour répondre au programme d'automitrailleuse de 1938 émis par l'armée française. Ce matériel est commandé en mai 1940 mais ne peut être produit après juin 1940.
Le Panhard 212 reprend la base agrandie du modèle 201. 

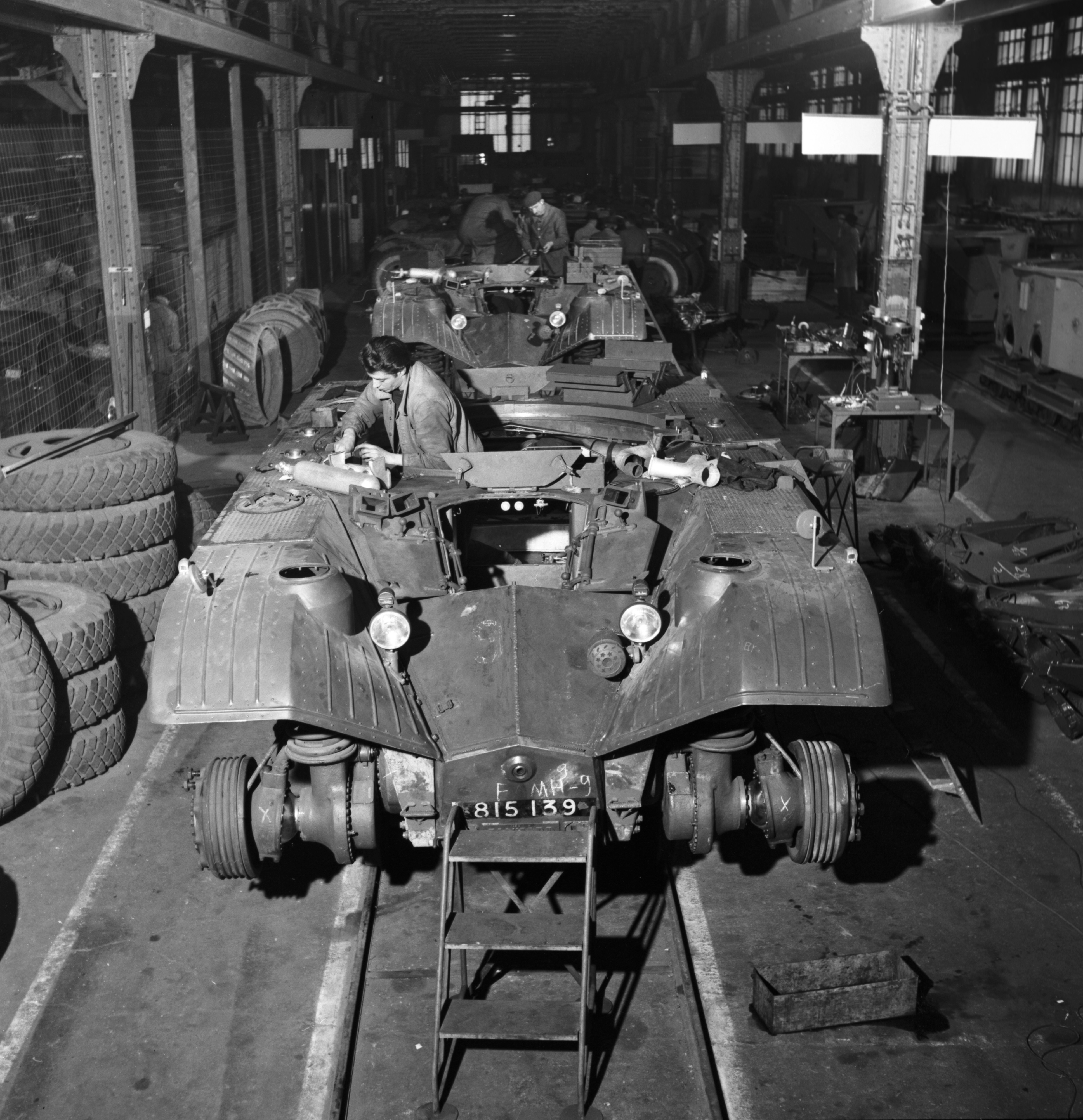
Ligne d'assemblage des EBR à Paris en 1951.

Le véhicule entre en production en 1951 sous le nom d'EBR, pour un total de 1 202 unités. Le 8e régiment de hussards reçut les premiers exemplaires en 1952 pour y subir des essais.
Il subit deux évolutions au cours de sa carrière. La tourelle FL 10 de l'AMX-13 est adaptée en 1954, avec un canon SA 50 de calibre 75 mm. Un canon de calibre 90 mm est installé en 1964 sur la tourelle FL 11.
Un peloton de véhicules blindés de l'armée française en 1957 dispose organiquement de cinq EBR, un dirigeant le peloton et 2 groupes de deux EBR, d'un groupe de protection avec cinq jeeps Willys MB ou Hotchkiss M201 et d'un groupe de support de mortiers avec deux jeeps.
Le Panhard EBR est employé durant la guerre d'Algérie pour surveiller entre autres les lignes Morice et Challe et utilisé durant la crise de Bizerte, la guerre d'indépendance de l'Angola ; la guerre des Sables et la guerre du Sahara occidental. Ce véhicule, démuni de sa tourelle, a transporté le cercueil du général de Gaulle à Colombey-les-Deux-Églises.

### Particularités des engins de reconnaissance français
La France s'est, depuis 1935, signalée par la fabrication et l'utilisation d'une prolifique famille d'engins de reconnaissance blindés à roues, initiée par les réformes des divisions légères mécaniques et l'utilisation d'automitrailleuses à capacité antichar.
Cet effort procède d'un besoin tactique de couvrir les grandes étendues du champ de bataille, dans un contexte de lenteur et de faible autonomie des chars de combat de l'époque. Le char s'emploie de manière massive et concentrée, ce qui empêche sa dispersion dans des tâches de sûreté et d'éclairage blindé.
C'est donc un trait particulier aux véhicules de reconnaissance français que d'être puissamment armés : l'ancêtre de l'EBR, le Panhard 178 était armé d'un canon antichar de calibre 25 mm, ce qui était, pour l'époque, un calibre important pour un si petit véhicule. Le successeur direct de l'EBR, l'AMX-10 RC, sera lui aussi un engin de reconnaissance à roues, armé d'un puissant canon de calibre 105 mm à conduite de tir automatique, dont la puissance de feu est quasi similaire à celle d'un char de bataille des années 1980.
Dans le même esprit, on notera une configuration identique pour les AML 90 et l'ERC-90 Sagaie.
Ces engins de reconnaissance ne sont pas seulement destinés à la découverte et l'investigation (mission que peuvent remplir des véhicules plus légers et moins armés), mais aussi à des missions de sûreté dans les intervalles du champ de bataille (flanc-garde, reconnaissance offensive, protection) ce qui requiert une importante puissance de feu non seulement pour détruire les éléments avancés adverses, mais aussi pour s'opposer à une incursion blindée dans des actions de freinage ou de jalonnement.

## Caractéristiques techniques
Le blindé est de taille contenue pour se dissimuler aisément, le volume interne est restreint. 
La configuration de l'engin est originale : il est capable de circuler dans les deux sens, par une disposition symétrique avant / arrière et la présence de deux postes de conduite (inverseur). La caisse blindée est montée sur huit roues motrices, dont quatre roues intérieures entièrement métalliques qui se relèvent pour la conduite sur route et s'abaissent en terrain difficile.
L'engin est conçu pour résister aux effets des mines. La caisse est profilée et les garde-boue et trains de roulement se détachent en cas d'explosion, pour préserver le blindage. Les sièges sont attachés aux parois du véhicule, l'absence de liaison avec le plancher évite la transmission de l'onde de choc à l'équipage. Sur un total de vingt-huit attaques à la mine recensées en Algérie, aucun décès n'a été déploré.
Le moteur Panhard 12 H 6000 S est un douze cylindres à plat refroidi par air, très compact et qui s'insère sous le panier de la tourelle. Ce groupe propulseur dérive du moteur à deux cylindres des Dyna. Les pilotes (avant et inverseur) ne peuvent avoir une taille supérieure à 1,70 m et vissent leur volant une fois installés sur leur siège.
L'engin est équipé de la tourelle FL 11, armée d'un canon SA 49 (en) de 75 mm et de deux mitrailleuses de 7,5 mm, coaxiale et sur la tourelle. Une mitrailleuse de 7,5 mm est placée sous le volant de chaque conducteur.

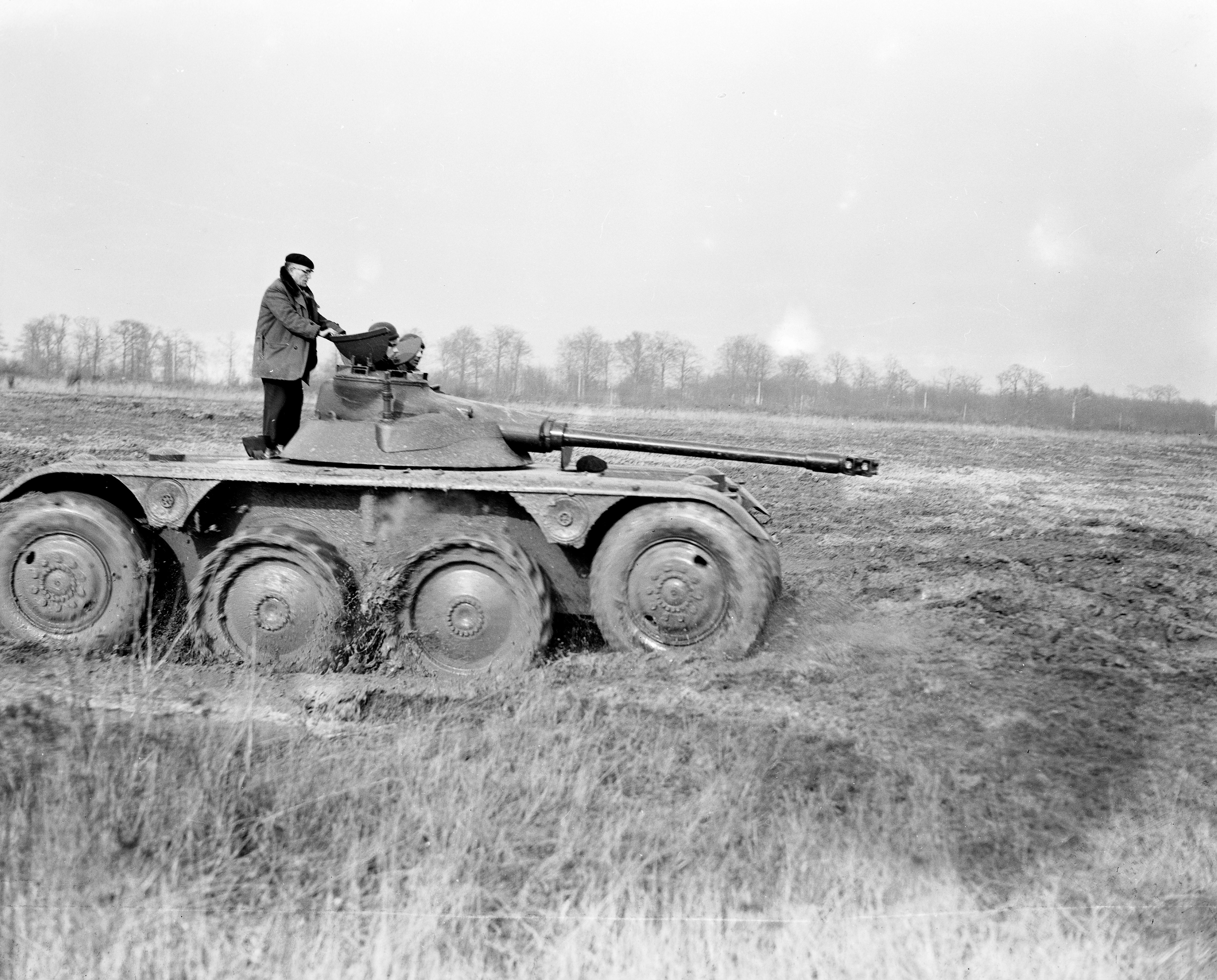
Un EBR modèle 1951 armé d'un canon SA 49 de 75 mm.

### Tourelle oscillante FL 11
Étudiée par Fives Lille à partir d'une l'idée de l'ingénieur Michaux, la tourelle FL 11 est composée de deux parties distinctes mais solidaires. Elle est simple : la supérieure, appelée corps oscillant, pivote en site sur deux tourillons encastrés dans le corps pivotant ou sellette. Elle permet le chargement automatique et la possibilité d'un tir rapide de trois obus dans le même temps que met une tourelle classique à n'en tirer qu'un seul.
Nomenclaturée FL 11, elle équipe l'EBR Mle 1951 et l'AMX 13 Mle 1951, aux puits de tourelle identiques. Servie par deux hommes : chef de voiture-chargeur et tireur, son mouvement s'effectue au moyen d'un servo-pointage hydraulique offrant une rotation totale en 14 secondes, ou manuellement à l'aide de volants. Son pointage en site est de -10° à +15°.
Les appareils d'observation et de pointage résident en une lunette de tir direct APX-L 852 au grossissement de 5,8, deux épiscopes pour le tireur, huit pour le chef de voiture, restent deux « grains d'orge » - chef de voiture et tireur qui contribuent à dégrossir le pointage.

#### Armement
Jumelée à la pièce, la tourelle dispose d'une mitrailleuse MAC 31 E Reibel, calibre de 7,5 mm, si deux autres arment les deux extrémités de la caisse, quatre lance pots fumigènes complètent le dispositif.
La tourelle abrite vingt obus de 75 mm, trente-six autres sont en caisses, la dotation pour les mitrailleuses est de 2 250 cartouches, les chargeurs « camembert » de 149 cartouches + 1 inerte, douze grenades offensives complètent cette dotation.

##### SA 49
La tourelle FL 11 est agencée autour d'un canon de 75 mm SA 49 (en) à culasse semi-automatique. Il tire la munition perforante M61 APCBC-HE-T d'origine américaine utilisée par le canon M3 du même calibre armant le char M4 Sherman. Il tire aussi la munition du canon de 75 mm modèle 1897 modifiée. Le canon SA 49 est reconnaissable par son frein de bouche à deux étages d'aubes.
La V°[Quoi ?] de l'obus perforant M61 est de 600 m/s, il perce 80 mm d'acier à blindage à une distance de 1 000 m.

##### CN 90 F2
En 1964, les tourelles FL 11 montées sur les EBR Mle 1951 sont ré-armées avec un canon à basse pression D 924 de 90 mm qui prendra plus tard l'appelation CN 90 F2. Le passage au calibre de 90 mm est obtenu par réalésage du tube du canon 75 SA 49 et par l'installation de deux freins latéraux. Le frein de bouche est réduit à un étage. 
Le CN 90 F2 tire quatre types de munitions :
- OCC90 EMP Mle 62 : un obus à charge creuse empenné capable de percer un blindage vertical en acier de 320 mm ou 120 mm sous une incidence de 60°. Le projectile pèse 3,7 kg et possède une vitesse initiale est de 750 m/s.
- OCC90 Emp 63 : un obus explosif empenné contenant 953 g de tolite.
- SCC Emp 90 F1 : un obus antichar d'exercice.
- OX Emp 163 : un obus antipersonnel d'exercice.

### Moteur
Afin de répondre à une parfaite symétrie et aux spécificités du véhicule, le moteur de l'EBR, inspiré du bicylindre de la Panhard Dyna, ne peut être implanté que sous la tourelle. Il occupe les deux tiers arrière de l'emplacement disponible sous son plancher. En conséquence, les ingénieurs de Panhard développèrent un moteur 12 cylindres à plat, refroidi par air, ne dépassant pas l'épaisseur de 22 cm. Ce bloc n'entame en rien la hauteur de la caisse, qui n'est que de 1,03 m participant ainsi à la furtivité du véhicule. Le moteur Panhard type 12 H 6000 S, quatre temps à essence refroidi par air d'une cylindrée de 6 l, développe une puissance maximale de 200 ch à 3 700 tr/min, permettant à l'EBR d'atteindre les 100 km/h. Les 370 litres d'essence, passant par deux carburateurs Zénith 50 INX, assurent une autonomie de 650 km pour une consommation comprise entre 55 et 60 L/100 km. La vitesse de croisière moyenne s'étend entre 75 et 85 km/h sur route, 50 et 55 km/h en tout chemin (terrain moyennement accidenté) et entre 10 et 25 km/h en terrain varié.
Le refroidissement est assuré par un flux d'air entrant par une ouïe située à l'avant, sous la jupe de la tourelle, dirigée sous le panier de tourelle, ensuite sur la partie supérieure des cylindres munis d'ailettes orientées, et enfin vers la partie passe de ces derniers, leur assurant un bon refroidissement. L'air chaud est chassé par deux turbines indexées sur le vilebrequin tournant une fois et demie plus rapidement que le moteur. Elles le pulsent vers l'extérieur par des ouïes d'extraction implantées sous la jupe de tourelle arrière, munie de déflecteurs le déviant sur les côtés, au-dessus de la tête de l'inverseur. Il y a donc une circulation d'air permanente assurant le refroidissement du moteur par aspiration et extraction.
Les collecteurs d'échappement, en tôle d'acier, situés sur le moteur, sont reliés à un silencieux placé à l'extérieur de la caisse, au milieu de la paroi latérale. Les deux sorties d'échappement sont sous les ailes, au niveau des roues agricoles, alors qu'initialement, elles étaient implantées au-dessus de celles-ci. L'extraction et la dépose de la tourelle sont nécessaires pour les interventions lourdes des mécaniciens sur le bloc moteur.
En cas de panne du démarreur électrique, un petit moteur auxiliaire monocylindre de 372 cm3 développant 11 chevaux, surnommé « petit Joseph », égal à un demi-moteur de Panhard Dyna, a pour fonction d'entraîner un groupe électrogène devant démarrer le moteur implanté sous la tourelle et même faire avancer l'EBR à la vitesse réduite de 11 km/h. Ce système est abandonné en 1954, car jugé trop fragile, et remplacé par une prise de parc située dans le poste de pilotage.

### Transmission
La transmission de l'EBR comporte huit roues motrices en permanence, dont quatre relevables utilisée seulement en tout-terrain.
Les quatre roues motrices n'effectuant pas, bien évidemment le même parcours en virage. De plus, muni d'un inverseur de marche, il réalise les mêmes performances quel que soit le sens de la marche. Le mouvement est transmis aux quatre roues externes par l'intermédiaire de joints homocinétiques. La totalité de la transmission est sous blindage, aucun arbre ou cardan n'étant exposé à l'extérieur.

### Boîte de vitesses
Afin de lui permettre de dépasser les 100 km/h et gravir des pentes à la limite de l'adhérence, l'étagement des démultiplications est très étendu. C'est ainsi que l'EBR utilise deux boîtes de vitesses, une « variée » et une « route » à quatre rapports chacune et placées en série permettant jusqu'à 16 démultiplications, ainsi que 3 différentiels. La boîte permet de passer les rapports sans marquer d'arrêt de la vitesse maximale à la combinaison la plus réduite, un inverseur permet la marche dans les deux sens.

### Direction
Seules les roues pneumatiques sont directrices, soit individuellement, en marche avant comme en marche arrière, soit simultanément. Dans ce cas, les quatre roues externes permettent un rayon de braquage de 14 m seulement. De plus, il est nécessaire que les deux roues avant et arrière soient synchronisées pour qu'elles braquent en sens inverse et symétriquement. Il est aussi possible de prendre un virage sur les quatre roues toutes directrices. En effet, après avoir braqué, le pilote agissant sur le levier de commande des roues intermédiaires provoque ainsi le déverrouillage et le braquage des roues arrière. Il relève ensuite les roues intermédiaires avant qu'elles n'atteignent le sol, les roues arrière restant braquées et ne se verrouillant à nouveau que lorsqu'elles repasseront en ligne droite. Ce procédé, fonctionnant en marche avant comme en marche arrière, est très utile pour les manœuvres dans des endroits étroits, comme au garage ou en zone urbaine. Exceptionnellement et principalement pour des manœuvres en marche arrière, le pilote peut utiliser seulement les roues arrière directrices et garder les roues avant bloquées et parallèles à l'axe de la caisse. Certains pilotes expérimentés pouvaient rendre les quatre roues directrices simultanément, permettant ainsi à l'EBR de faire un demi-tour sur place. Cette manœuvre délicate est souvent motivée par l'absence du pilote inverseur ayant dû laisser sa place pour loger à l'arrière un encombrant poste radio longue portée.

### Suspension
La suspension de chacune des huit roues est individuelle, assurée par un bras oscillant parallèlement à l'axe du châssis et servant également de carter de mécanismes de transmission aux roues.  Elle est alors dite à roues indépendantes à voie et carrossage constants. Par contre, l'empattement varie très légèrement avec le débattement des roues et la variation de la garde au sol. 
La suspension des roues externes est aussi assurée par des ressorts à boudin et des amortisseurs hydrauliques télescopiques. La suspension des roues agricoles met en œuvre des vérins oléopneumatiques, huile-gaz nitrogène, permettant, en plus des fonctions de ressort et d'amortisseur, le relevage et l'abaissement des roues.

### Train de roulement

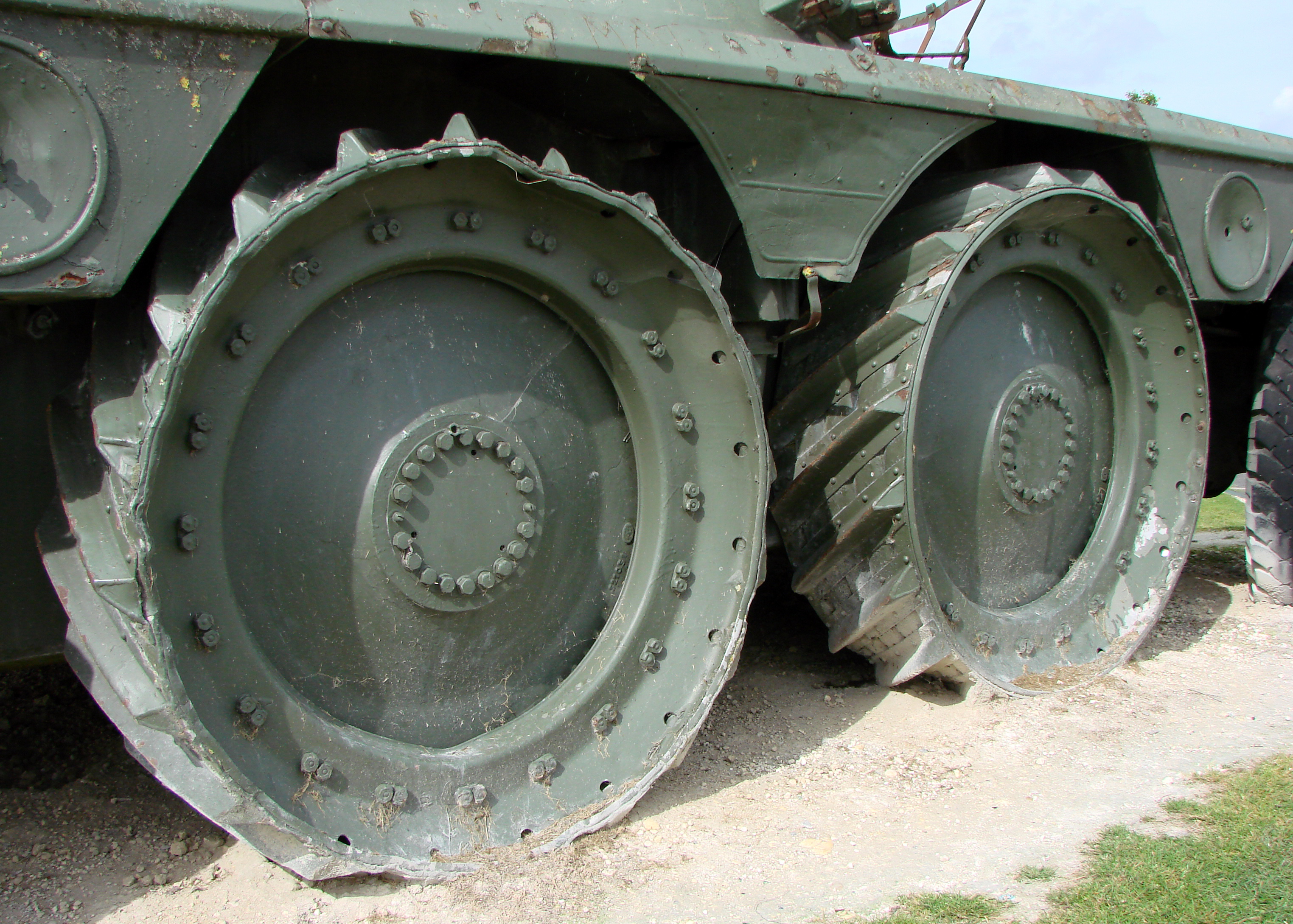
Gros plan sur les roues dites "agricoles".

Le train de roulement est à 4 roues motrices, les deux roues centrales sont relevables de manière oléopneumatique par le pilote. Ces roues sont maintenues en l'air par pression hydraulique, il est néanmoins normal que les roues retombent lors d'un arrêt de longue durée, car le circuit n'est pas parfaitement étanche. Ces roues centrales, dites « agricoles », font varier la garde au sol du véhicule de 34 cm, lorsqu'elles sont relevées et à 42 cm, lorsqu'elles sont abaissées.
Avec ses 8 roues motrices permanentes, l'EBR évolue avec aisance sur le sable ou dans la boue, car la pression au sol, dans cette configuration 8x8, est seulement de 0,7 kg par cm². Ce train de roulement permet à l'EBR de franchir une tranchée de 2 m de large, un gué d’1,3 m de profondeur et un obstacle vertical de 40 cm. Au début, les ingénieurs de chez Panhard ont pensé mettre en œuvre les huit roues directrices mais ce projet est abandonné, car l'installation d'un tel système réduit fortement l'habitabilité et le diamètre du puits de
tourelle. Seules ont été retenues les roues pneumatiques comme roues directrices. Le choix des roues agricoles, abaissées seulement en tout-terrain, a été dicté par une économie de masse. En effet, une roue avec pneumatique pèse 250 kg contre 80 kg pour une roue agricole, d'où un allègement appréciable de l'ensemble de 680 kg.
Les pneus montés sur les roues externes pèsent chacun 150 kg, ils sont composés d'une enveloppe interne Michelin Metallic F24 avec un boudin increvable interne Weil Picard en caoutchouc alvéolé, les alvéoles étant remplis d'un gaz neutre sous pression : l'azote.
Si un alvéole est percé, les autres se dilatent afin d'occuper l'espace de celui endommagé, permettant ainsi de maintenir une cohérence de l'ensemble. 
Des freins à tambour sur chaque moyeu assurent le freinage.
Chaque roue « agricole » comprend un flasque, en alpax moulé, fixé au moyeu par 80 boulons. Sur ce flasque vient se fixer la jante en duralumin, des silentblocs en caoutchouc spécial, permettant un déplacement latéral de cette dernière de 3 cm tout en insonorisant la roue. La jante est garnie de crampons en acier de forme spéciale pour éviter le bourrage. Son orientation est inverse  pour deux roues du même côté, d'où deux types de roues « agricoles » : l'une avant gauche - arrière droit, l'autre avant droit, arrière gauche.

## Versions
- Type 212 : prototype de l'EBR ayant servi à l'expérimentation de la tourelle FL 3, dérivée de la tourelle du char léger américain M24 Chaffee.
- EBR Mle 51 : premier modèle de l'EBR, équipé de la tourelle ronde FL 11 armée du canon de calibre 75 mm SA 49. 836 exemplaires sont produits.
- EBR Mle 54 : en vue de renforcer les unités de reconnaissance en termes de puissance de feu, 279 EBR sont rénovés avec les  tourelles FL 10A2C dérivées de la FL 10 de l'AMX-13. Elles sont armées du canon de 75 mm SA 50 à haute vitesse initiale. Afin de supporter la nouvelle tourelle, la suspension de l'EBR est renforcée.
- Sauterelle : EBR Mle 1954 transformé en véhicule de commandement utilisé par les commandants d'unité et les chefs de corps ; son canon est non opérationnel et une table à cartes et des radios longues portée sont installées à l'intérieur de la tourelle.

### EBR-ETT

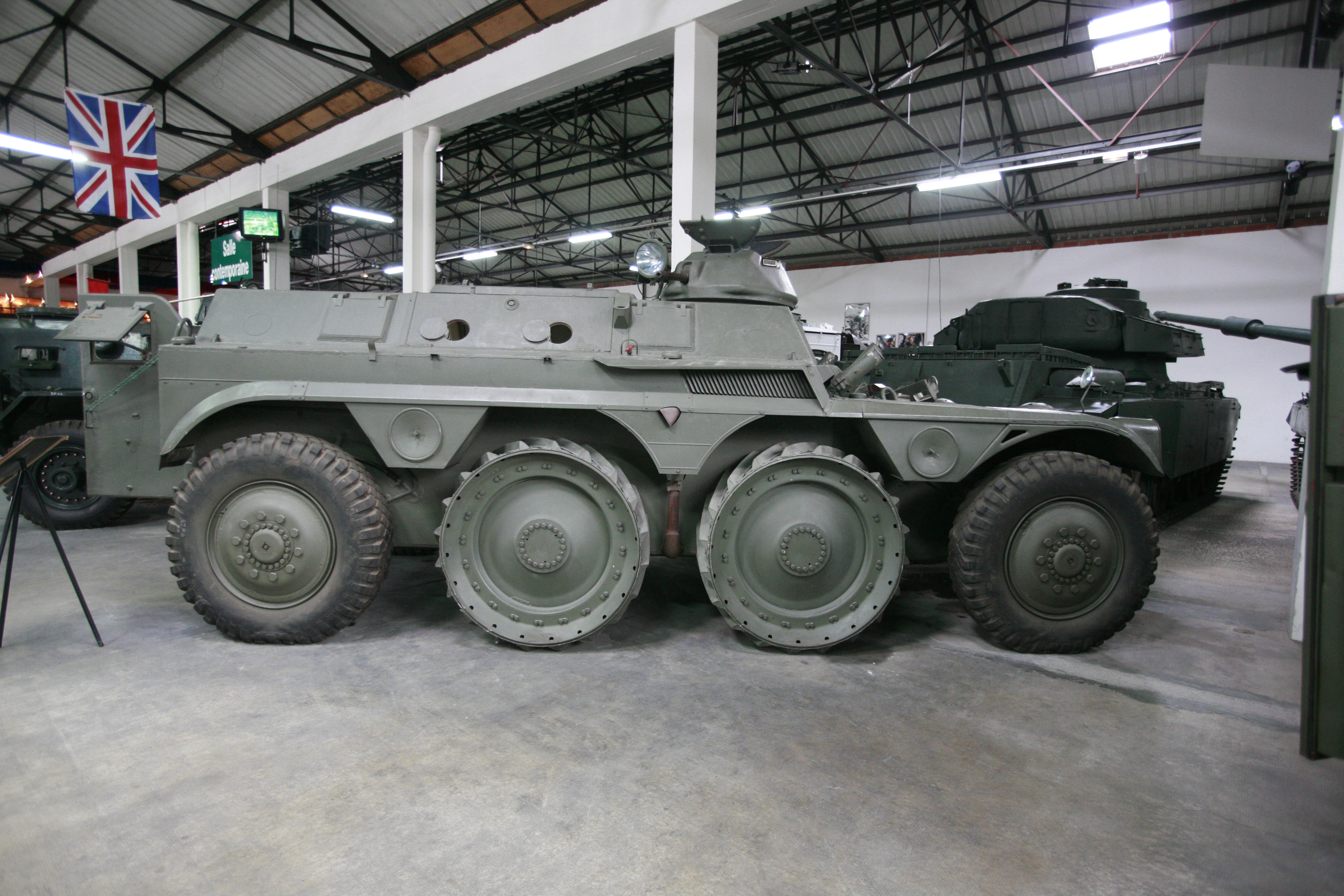
Engin de transport de troupes (ETT).

Deux prototypes de l'engin de transport de troupes (ETT) sont construits entre 1956 et 1957 sur la base mécanique de l'EBR et un aménagement intérieur inspiré de l'AMX-13 VCI. Il est produit au nombre de 28 exemplaires pour l'armée portugaise avec un tourelleau CAFL 38 doté d'une mitrailleuse de calibre 7,5 mm et connaît les combats durant la guerre d'indépendance de l'Angola.

## Utilisateurs

### France
- 279 EBR à tourelle FL 10 et 836 EBR à tourelle FL 11

### Indonésie
- 3 EBR

### Maroc
- Cession de plusieurs dizaines d'EBR 75 par la France[18]

### OTAN
- 6 EBR

### Portugal
- 50 EBR à tourelle FL 10 et 28 EBR-ETT

## Galerie

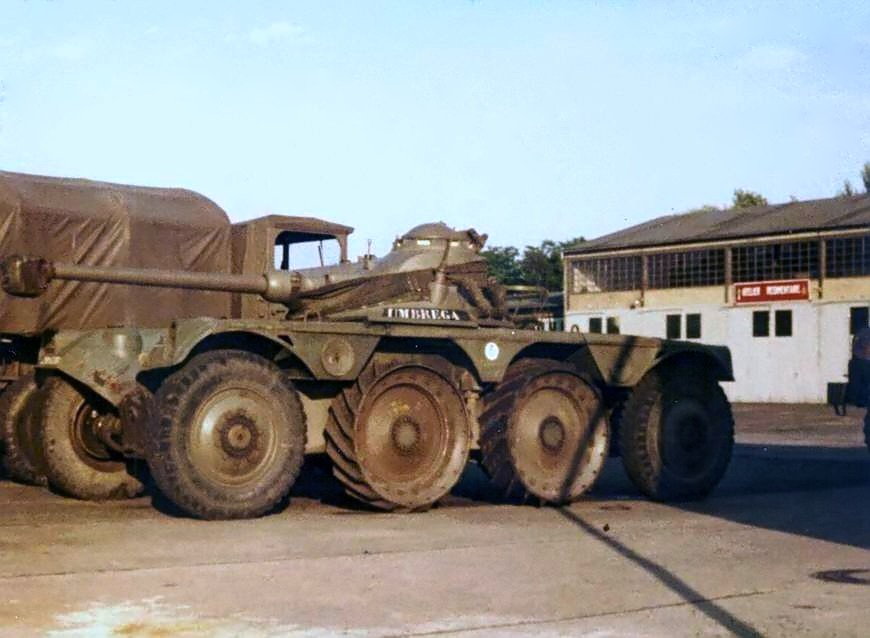
En service en 1978 dans le 1er régiment de spahis alors membre des forces françaises en Allemagne à Spire. Il porte le nom d'Umbrega, ville du Soudan, où le 1er escadron s'est distingué.
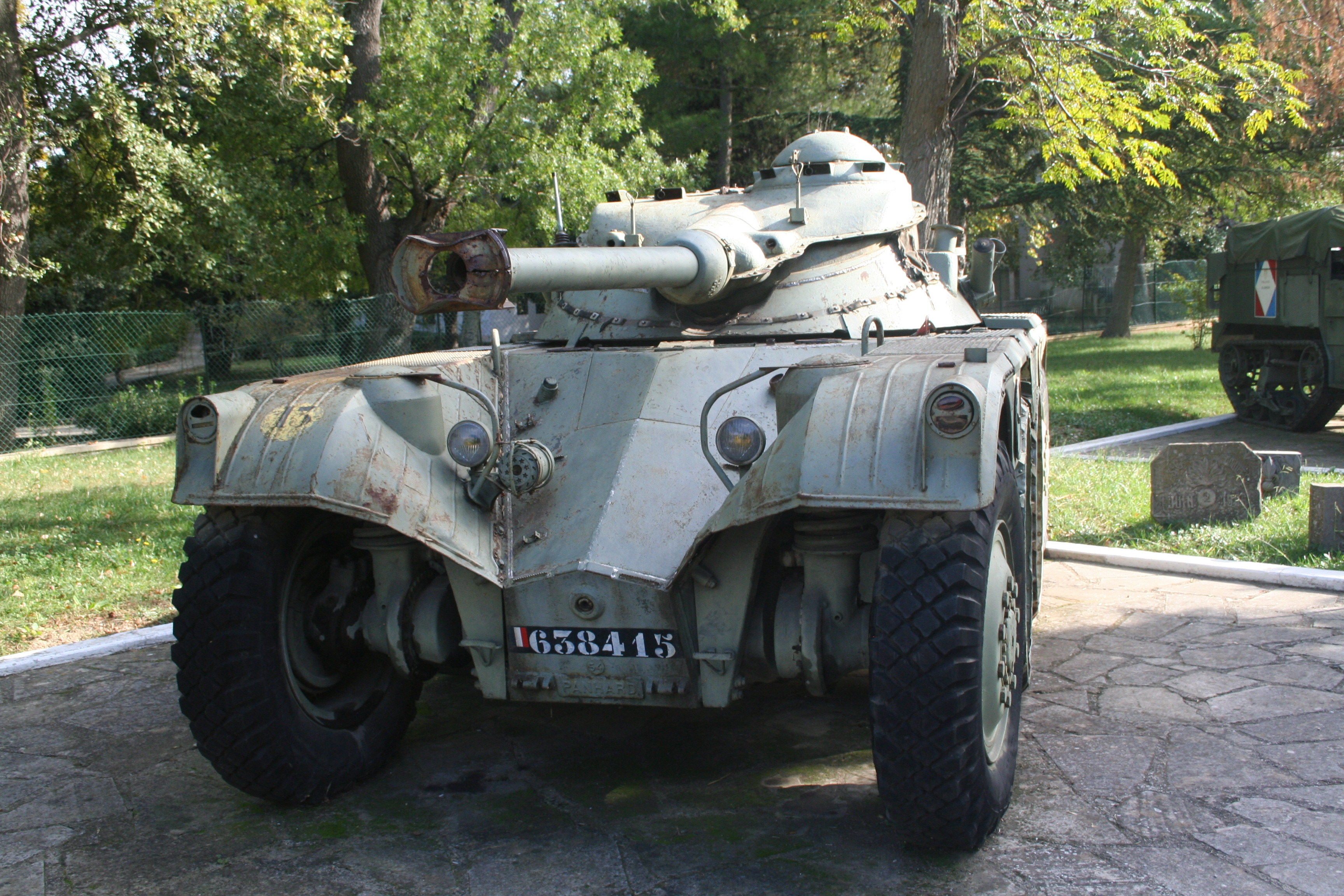
Vue de face. L'orifice au-dessus de la plaque minéralogique est destiné à recevoir une mitrailleuse MAC 31.
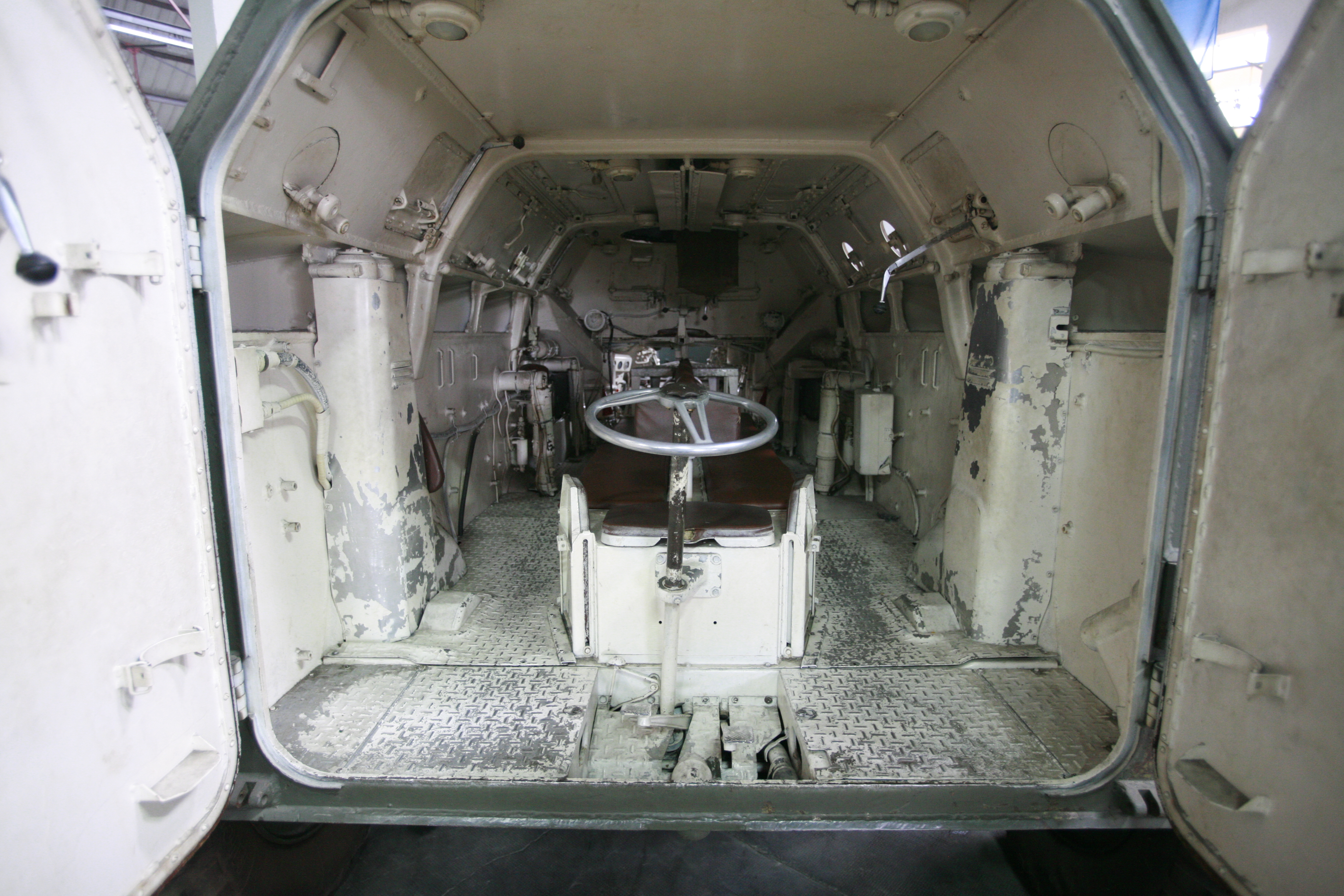
Intérieur de la version transport de troupes, vu depuis l'arrière ouvert.
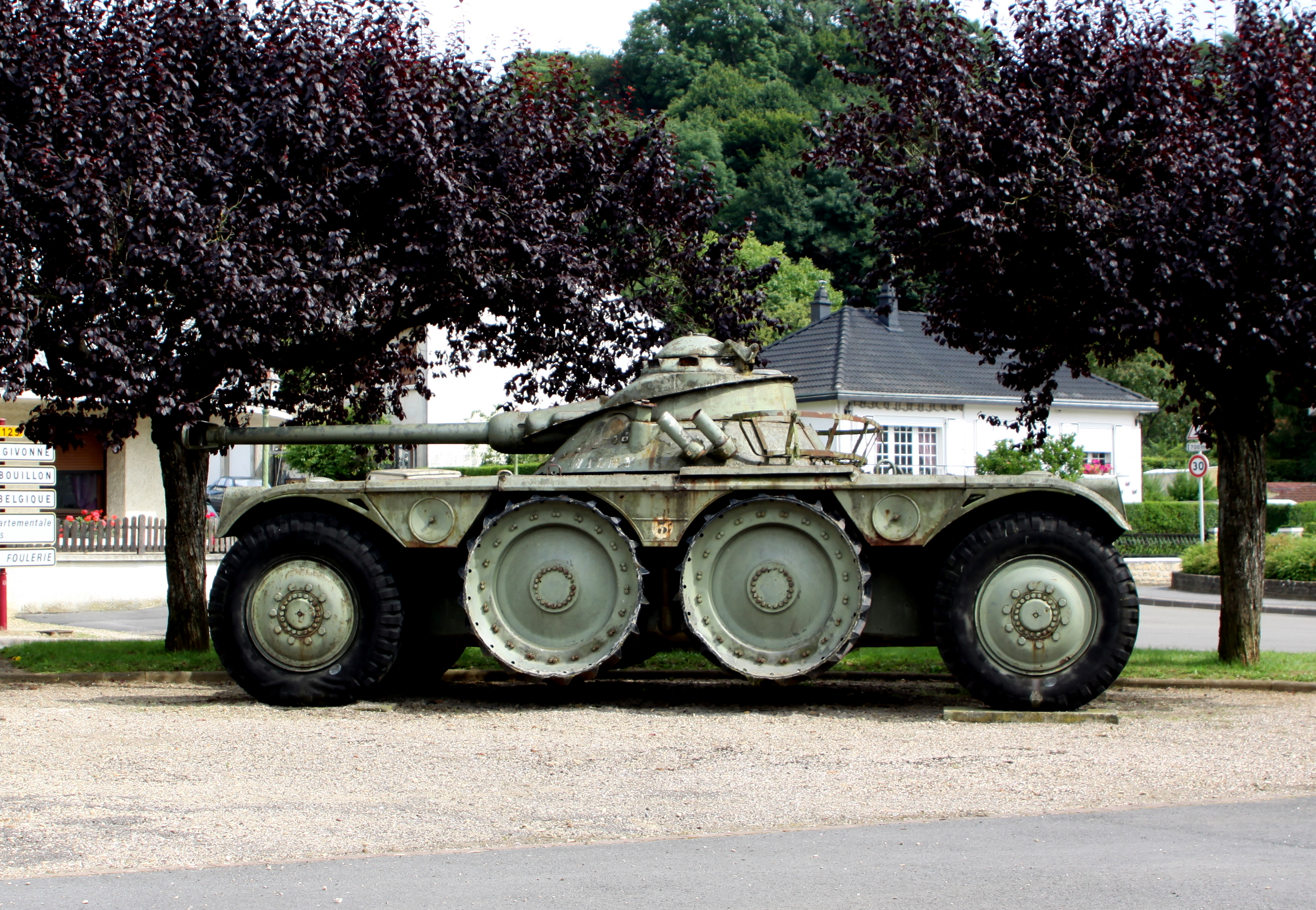
Configuration avec roues agricoles relevées

## Culture populaire
Le Panhard EBR apparaît sous de nombreuses versions dans le jeu vidéo War Thunder. On retrouve notamment les EBR version 1951, 1954 et 1963.